# Bernie Worrell
Pour les articles homonymes, voir Worrell (homonymie).
George Bernard « Bernie » Worrell, Jr. est un claviériste et compositeur américain né le 19 avril 1944 à Long Branch et mort le 24 juin 2016 à Everson.
Il est notamment connu en tant que membre fondateur du Parliament-Funkadelic et pour son travail avec Talking Heads.
Il est intronisé au Rock and Roll Hall of Fame en 1997 avec quinze autres membres du Parlement-Funkadelic.
Outres ses participations  sur les productions pour Parliament, Funkadelic ( plus d'une vingtaine d'albums), et les coopérations sur une trentaine d'albums, Bernie Worrell a produit une vingtaine d'albums à son nom.